# キーピング
キーピングとは、花王が発売している液体洗濯糊。

## 歴史
花王は、1964年に液体洗濯糊花王スターチを発売している。この製品は澱粉糊に代わって初めて合成糊が使われたものである。
1966年7月にはキーピングと改名して再発売している。これは同業他社であるライオン油脂が同年1966年6月に液体洗濯糊ライオンハイスターチを発売しており、類似称号対策や対抗上のためと思われ、柔軟剤・漂白剤とともに改名が行われた。
- 花王ブリーチ→花王ハイター
- 花王ソフター→ハミング
- 花王スターチ→キーピング

柔軟剤と漂白剤については、初期は旧製品の名前も小さく書かれていたが、キーピングについては、旧名称であった花王スターチの名前が併記されなかったのが特徴的である。
なおライオンとの洗濯糊の競争は最終的には花王に軍配が上がったわけで、現在ライオンからは一般用の洗濯糊は発売されていない。

## 製品一覧

### 現行製品
キーピング アイロン用のり剤
アイロン仕上げ時に使うスプレー糊。かつては、ライオンのシャキットが競合製品だった。従来はエアゾールスプレーだったが（「ハイキーピング」→「スプレーキーピング」）、環境問題に配慮し、ノンガスタイプの霧吹き式に変わっている。同じようにライバルのシャキットも霧吹き方式になっている。発売当初は「アイロン用キーピング」だったが、後に改名された。2016年3月にパッケージリニューアルし、本体はボトル形状を変更した（中身は変更がないため、つめかえ用は新旧相互対応している）。
キーピング スムーザー アイロン用しわとり剤
アイロン仕上げ時に使うスプレータイプの仕上げ剤。2010年3月までは「スタイルケア」ブランドだったが、「アイロン用キーピング」とともに2010年4月に改良。これにあわせ、本製品は「キーピング」ブランドに移行されて「キーピング アイロン用スムーザー」に改名され、後に再改名した。「キーピング アイロン用のり剤」同様、2016年3月にパッケージリニューアルし、本体はボトル形状を変更した（中身は変更がないため、つめかえ用は新旧相互対応している）。

### 製造終了品
- キーピングスタイルケア

柔軟成分（ジアルキルジメチルアンモニウム塩）が主成分だが、柔軟効果は無い。本製品は「スタイルケア 服のミスト」の発売により「スタイルケア」へブランド移行した後、2010年1月末で製造終了。
- キーピング 洗たく機用のり剤

洗濯機に投入して使用する乳液タイプの糊剤。この製品は前身である花王スターチから引き継いだものである（途中、「ニューキーピング」→「洗たく機用キーピング」と改名された）。2010年5月にリニューアル。2022年3月末で製造終了。